# Julie Jaroňková

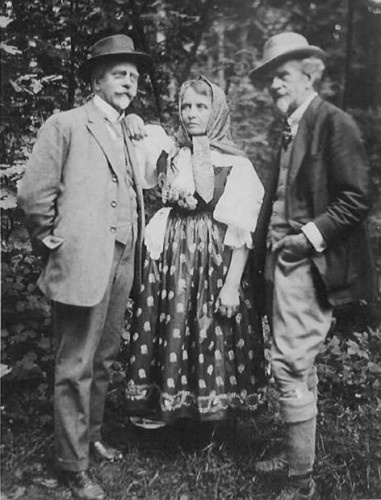
Sourozenci Jaroňkové - Alois (1870-1944), Julie (1864-1945) a Bohumír (1866-1933)

Julie Jaroňková (9. února 1864 Zlín – 12. července 1945 Rožnov pod Radhoštěm) byla česká textilní výtvarnice.
V umělecko-řemeslné dílně svých bratří vedla výrobu gobelínů. Současně zmírňovala napětí mezi oběma povahově rozdílnými bratry. Po smrti bratra Bohumíra, se věnovala rovněž zajišťování chodu Valašského muzea v přírodě, které bratři založili v roce 1925.